# Ngetuk (Gunungwungkal)
Ngetuk is een bestuurslaag in het regentschap Pati van de provincie Midden-Java, Indonesië. Ngetuk telt 4105 inwoners (volkstelling 2010).